# Nefertiti Corona
Nefertiti Corona est une corona, formation géologique en forme de couronne, située sur la planète Vénus par 35,9° N et 48,2° E. Elle est localisée dans le quadrangle de Bell Regio. Elle a été nommée en référence à Néfertiti, fameuse reine égyptienne (c 1390-c 1354 BC). 

## Géographie et géologie
Nefertiti Corona couvre une surface circulaire d'environ 371 km de diamètre. 